# ラジカル NEO ナイト
『ラジカル NEO ナイト』（ラジカル・ネオ・ナイト）は、2015年12月1日 から2017年9月26日までRadio NEOで放送されていたラジオ番組。2017年10月以降は「100%SKE48!」に統合されて「ラジカルNEOナイト 100%SKE48!」として放送される。
このページでは枠としての紹介であり、各曜日の番組については個別のページを参照。

## 概要
2015年10月1日のRadio NEOへの改称後、2度目なる改編として同年12月1日から平日21時 - 23時の枠を開拓する形で番組を開始。
当番組はアニソン、アイドル、ヴィジュアル系など今までRadio NEOでは取り上げられなかったジャンルにフォーカスした若者向けの番組となっており、東京本局と大きく異なる点が窺える番組の一つとなっている。
基本的に番組は東京にある番組制作会社のスタジオから放送を行っているが、火曜日の「100%SKE48!」のみはRadio NEOのスタジオから放送を行っている。
番組開始から2016年9月までは月曜日から木曜日までの放送であったが、2016年10月には木曜日枠の廃止、その後2017年4月には水曜日枠、さらに2017年10月からは月曜日枠が廃止・火曜日への枠と番組の統合が行われ、最終的に番組としては消滅する形となった。

## 放送時間

### 過去
- 毎週月曜 - 火曜 21:00 - 23:00（2017年4月3日 - 9月26日）
- 毎週月曜 - 水曜 21:00 - 23:00（2016年10月3日 - 2017年3月29日）
- 毎週月曜 - 木曜 21:00 - 23:00（2015年12月1日 - 2016年9月29日）

## パーソナリティ

### 現在
火曜日（100%SKE48!）
- SKE48
- izu（フロート番組のみ）

### 過去
月曜日（それいけ!アニソンバカ一代）
- キムラケイサク
- 中西優香
- SKY’s QUARTET（仲村宗悟・村上喜紀・梶原信也・奥田耕大）（フロート番組のみ）
- 真-realiZcroS-（フロート番組のみ）
- 平成琴姫（フロート番組のみ）

水曜日（VISUAL REVOLUTION!）
- ぽっくん
- 沖直実
- Smileberry
- Chanty
- Daiki

木曜日（週刊大人のミュージックカレンダー!）
- 杉岡中
- 中村俊夫
- 杏子